# Pontifícia Universidade Católica do Paraná
Die Pontifícia Universidade Católica do Paraná, kurz: PUCPR (deutsch Päpstliche Katholische Universität von Paraná) ist eine Universität päpstlichen Rechts im brasilianischen Bundesstaat Paraná.

## Geschichte
Die Hochschule wurde am 14. März 1959 durch den damaligen Erzbischof von Curitiba, Manuel da Silveira d’Elboux, gegründet und am 17. Mai 1960 durch das Dekret 48.232 staatlich anerkannt. Am 6. August 1965 erfolgte die Anerkennung als Universität päpstlichen Rechts durch Papst Paul VI. Seit 1973 wird die PUCPR von Maristen geleitet.

## Organisation
Der Sitz der Hochschule ist in der Hauptstadt Curitiba. Daneben gibt es die Niederlassungen in Londrina, Maringá, São José dos Pinhais und Toledo mit folgenden Teilschulen:
- Curitiba
  - CCBS – Centro de Ciências Biológicas e da Saúde (Zentrum für Biowissenschaften und Gesundheit)
  - CCET – Centro de Exatas e de Tecnologia (Zentrum für Angewandte Wissenschaften und Technologie)
  - CCJS – Centro de Jurídicas e Sociais (Zentrum für Rechts- und Sozialwissenschaften)
  - CTCH – Centro de Teologia e Ciências Humanas (Zentrum für Theologie und Geisteswissenschaften)
  - CCSA – Centro de Ciências Sociais e Aplicadas (Zentrum für Angewandte Sozialwissenschaften)
- Londrina
  - CCJE – Centro de Ciências Jurídicas e Empresariais (Zentrum für Rechts- und Unternehmenswissenschaften)
- Maringá
  - CCAS – Centro de Ciências Aplicadas e da Saúde (Zentrum für Angewandte Wissenschaften und Gesundheit)
- São José dos Pinhais
  - CCAA – Centro de Ciências Agrárias e Ambientais (Zentrum für Agrar- und Umweltwissenschaften)
  - CCSA – Centro de Ciências Sociais Aplicadas (Zentrum für Angewandte Sozialwissenschaften)
- Toledo
  - CCTP – Centro de Ciências, Tecnologia e Produção (Zentrum für Wissenschaft, Technologie und Produktion)